# Swing Shift
Swing Shift (bra: Armas e Amores; prt: Amor em Perigo)  é um filme norte-americano de 1984, do gênero comédia dramática, dirigido por Jonathan Demme e estrelado por Goldie Hawn e Kurt Russell.

## Produção
Um dos filmes mais convencionais do diretor Jonathan Demme, Swing Shift conta uma história fictícia sobre um acontecimento real: a situação das donas-de-casa americanas que se tornaram operárias de fábricas durante a Segunda Guerra Mundial.
O pseudônimo Rob Morton é o guarda-chuva sob o qual se abrigaram pelo menos cinco diferentes profissionais que tentaram dar um sentido ao roteiro.
Possíveis desavenças entre Goldie Hawn e Demme fizeram com que, supostamente, meia-hora do filme tivesse sido rodada por outro diretor.

## Sinopse
Kay passa a trabalhar em uma fábrica de aviões de guerra assim que Jack, seu marido, parte para o front na Europa. Ela acaba por se apaixonar por Lucky, seu colega, dispensado de se alistar por ter problemas cardíacos. Certo dia, Jack retorna, graças a uma licença, e descobre a traição de Kay. Daí, Lucky decide assediar Hazel, a melhor amiga de Kay, o que abre uma trinca entre as duas.

## Prêmios e indicações
| Prêmio/evento     | Categoria                | Recipiente      | Resultado                    |
| ----------------- | ------------------------ | --------------- | ---------------------------- |
| Oscar 1985        | Melhor atriz coadjuvante | Christine Lahti | Indicada                     |
| Golden Globe 1985 | Melhor atriz coadjuvante | Christine Lahti | Indicada                     |
| NYFCC             | Melhor atriz coadjuvante | Christine Lahti | vencedora[carece de fontes?] |

## Elenco
| Ator/Atriz         | Personagem     |
| ------------------ | -------------- |
| Goldie Hawn        | Kay Walsh      |
| Kurt Russell       | Lucky Lockhart |
| Christine Lahti    | Hazel          |
| Fred Ward          | Biscuits Touie |
| Ed Harris          | Jack Walsh     |
| Sudie Bond         | Annie          |
| Holly Hunter       | Jeannie        |
| Patty Maloney      | Laverne        |
| Lisa Pelikan       | Violet         |
| Susan Peretz       | Edith          |
| Joey Aresco        | Johnny Bonnaro |
| Morris 'Tex' Biggs | Clarence       |
| Reid Cruickshanks  | Spike          |
| Danny Darst        | Diácono        |
| Dennis Fimple      | Rupert George  |